# Championnat de France féminin de handball 1992-1993
Navigation
Saison 1991-1992 Saison 1993-1994
Le championnat de France féminin de handball 1992-1993 est la quarante-deuxième édition de cette compétition. Le championnat de Division 1 est le plus haut niveau du championnat de France de ce sport. Douze clubs participent à la compétition.
À la fin de la saison, l'ASPTT Metz-Marly est désigné champion de France de Nationale 1A, pour la troisième fois de son histoire, devant l'USM Gagny. Gagny prendra néanmoins sa revanche en remportant la finale de la coupe de France face aux messines.

## Classement final
Le classement final du championnat de France de Nationale 1A est :
|    | Équipe                             | Pts | J  | G  | N | P  | Bp  | Bc  | Diff |
| -- | ---------------------------------- | --- | -- | -- | - | -- | --- | --- | ---- |
| 1  | ASPTT Metz-Marly                   | 61  | 22 | 19 | 1 | 2  | 589 | 416 | 173  |
| 2  | USM Gagny 93 (T, F)                | 60  | 22 | 19 | 0 | 3  | 523 | 421 | 102  |
| 3  | CSL Dijon                          | 49  | 20 | 14 | 1 | 5  | 476 | 440 | 36   |
| 4  | ASUL Vaulx-en-Velin                | 48  | 22 | 13 | 0 | 9  | 507 | 494 | 13   |
| 5  | Stade béthunois BL                 | 44  | 22 | 10 | 2 | 10 | 494 | 494 | 0    |
| 6  | Stade français Issy-les-Moulineaux | 44  | 22 | 9  | 4 | 9  | 512 | 523 | -11  |
| 7  | CS Décines Handball (P)            | 41  | 21 | 9  | 2 | 10 | 429 | 427 | 2    |
| 8  | SA Mérignacais (P)                 | 40  | 22 | 8  | 2 | 12 | 533 | 543 | -10  |
| 9  | AL Bouillargues                    | 37  | 21 | 8  | 0 | 13 | 448 | 473 | -25  |
| 10 | ASPTT Strasbourg                   | 37  | 22 | 7  | 1 | 14 | 504 | 579 | -75  |
| 11 | ES Besançon                        | 30  | 22 | 3  | 2 | 17 | 441 | 545 | -104 |
| 12 | Entente CA Béglais - ASPOM Bègles  | 29  | 22 | 3  | 1 | 18 | 441 | 542 | -101 |

Légende
| - Champion de France - Rétrogradé[réf. nécessaire]. - Barrage de relégation. - Relégué en D2 | - T : Tenant du titre - F : Vainqueur de Coupe de France - P : Promu de D2 en début de saison |

Remarques
- 2 matchs manquent pour établir le classement final. Toutefois, ces résultats n'affectent a priori pas le classement.
- lors de la présentation des poules pour la saison 1993-1994 en juillet[3], l'ES Besançon est relégué tandis que le CS Décines Handball est maintenu. Pour une raison inconnue, l'ES Besançon est repêché et le CS Décines n'est finalement inscrit dans aucun championnat[4]

Barrage de relégation
| Équipe 1      | Score | Équipe 2         | Aller | Retour |
| ------------- | ----- | ---------------- | ----- | ------ |
| US Mios (N1B) | 44–47 | ASPTT Strasbourg | 22–25 | 22-22  |

L'ASPTT Strasbourg est maintenu en Nationale 1A et l'US Mios reste en Nationale 1B.

## Effectif du champion de France
L'effectif de l'ASPTT Metz-Marly, champion de France, était, :
Gardiennes de but
- Irina Popova
- Alexandra Hector
- Jocelyne Baillot

Joueuses de champ
- Véronique Desailly
- Fabienne Djitli
- Marie-Joëlle Essomba
- Zita Galić
- Sophie Hugard
- Corinne Krumbholz
- Isabelle Louis
- Stéphanie Moreau
- Sandrine Müller
- Sophie Remiatte
- Florence Sauval
- Isabelle Wendling

Entraîneur
- Olivier Krumbholz

## Statistiques
Classement des meilleures marqueuses
1. Zita Galić (ASPTT Metz-Marly) - 153 buts
2. Catherine Pibarot (ASUL Vaulx-en-Velin) - 142 buts
3. Angela Egorova  (ASPTT Strasbourg) - 142 buts
4. Alexandrine Brunel (Stade français Issy-les-Moulineaux) - 131 buts
5. Chantal Maïo (AL Bouillargues) - 130 buts
6. Nathalia Nazarenko (Stade béthunois BL) - 129 buts
7. Néli Stantcheva (Stade français Issy-les-Moulineaux) - 123 buts
8. Vassileva (Entente CA Béglais - ASPOM Bègles) - 122 buts
9. Ana Balanean (ASUL Vaulx-en-Velin) - 121 buts
10. Christelle Marchand (USM Gagny 93) - 118 buts